# Tetri Aragvi
Tetri Aragvi (georgiska: თეთრი არაგვი), eller Mtiuletis Aragvi (მთიულეთის არაგვი), är ett vattendrag i Georgien. Det ligger i den östra delen av landet, 70 km norr om huvudstaden Tbilisi.